# Henning Waldenström

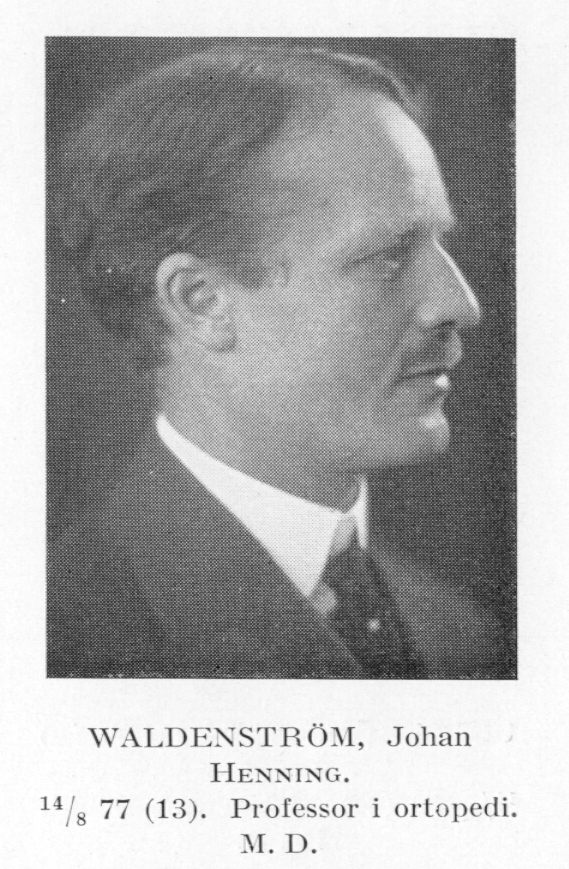
Henning Waldenström (undatiert)

Johan Henning Waldenström (* 14. August 1877 in Uppsala; † 23. Januar 1972 in Stockholm) war ein schwedischer Orthopäde.
Er studierte am Karolinska-Institut Medizin und war anschließend an der Kronprinsessan Lovisas vårdanstalt, einem Kinderkrankenhaus, tätig. 1910 wurde er mit der Schrift Die Tuberkulose des Collum femoris im Kindesalter und ihre Beziehungen zur Hüftgelenkentzündung promoviert. Von 1910 bis 1936 war er Oberarzt am Sankt Görans sjukhus, dann wurde er als Professor für Orthopädie am Karolinska-Institut berufen. Diese Stellung hatte er bis 1942 inne.
Henning Waldenström war der Sohn des Arztes Johan Waldenström (1838–1879). Er war von 1905 bis 1927 in erster Ehe mit Elsa Laurin (1870–1939) verheiratet, in zweiter Ehe mit Ella Wijk (1880–1970). Aus der Ehe mit Elsa Laurin ging ein Sohn hervor, der Internist Jan Waldenström (1906–1996).